# 白羽村
白羽村（しろわむら）は、静岡県中部、榛原郡の南端にあった村である。現在の御前崎市の東部、御前崎の付け根にあたる。

## 歴史
- 1889年（明治22年）4月1日 - 町村制の施行により、白羽村が単独村制して白羽村発足。
- 1955年（昭和30年）3月31日 - 御前崎村と合併して御前崎町となる。
- 2004年（平成16年）4月1日 - 御前崎町が浜岡町と合併して御前崎市となる。

## 地理
南は遠州灘に面し、東側で一部駿河湾に面している。

### 地域名
大字：白羽

## 産業
農業中心の村だったが、ほとんどが台地で水利が悪く、土は砂壌土でやせているため、水田はほとんどなく、たまねぎ、さつまいも、だいこん、すいかなどの蔬菜園芸が中心だった。なお、1824年（旧暦文政7年）に白羽村の栗林庄蔵が、さつまいもの新たな加工法として「煮切り干し法」を考案し、「切り干し芋」の原型を生み出したことから、切り干し芋の発祥の地として知られている。のちに茨城県にこの切り干し芋の製法が伝わり、茨城県の郷土料理「干し芋」となった。
20世紀になって、御前崎村での遠洋漁業が盛んになると、それに従事する人が増加、50年代から60年代にかけては、村で農業をするのは女と年寄りだけといわれ、丈夫な男子の大半が漁師になった。
戦後、御前埼燈臺と新鮮な魚を売り物にした観光産業が盛んになり、また、メロンや、かすみ草など花卉を栽培する温室園芸も興こったが、現在は漁業も観光も不振で、人口の高齢化が進んでいる。